# 충청남도교육청연구정보원
충청남도교육청연구정보원(Chungnam Office of Education Research Information Service, 忠淸南道敎育廳硏究情報院)은 지방교육자치에 관한 법률 제32조에 따라 교육의 이론과 실제를 연구·개발하고 정보교육의 현장지원을 통해 교육발전을 도모하기 위하여 충청남도교육청 산하에 설치된 소속기관이다.